# Møn
Møn – duńska wyspa położona na Morzu Bałtyckim. Powierzchnia wyspy to 237,5 km²; a ludność to 9,4 tys. mieszkańców (I 2017 r.), gęstość zaludnienia wynosi 39,5 os./km².

## Krótki opis
Głównym i jedynym miastem wyspy jest Stege (3,81 tys. osób) leżące nad cieśniną Ulvsund oddzielającą wyspę od Zelandii. Najwyższym wzniesieniem wyspy jest Aborrebjerg – 143 m n.p.m. Wyspa jest porośnięta lasem bukowym.

## Gospodarka
Podstawą gospodarki wyspy jest hodowla bydła oraz uprawa pszenicy, jęczmienia, buraków cukrowych. Na wyspie rozwinął się przemysł cukrowniczy i mleczarski.

## Turystyka

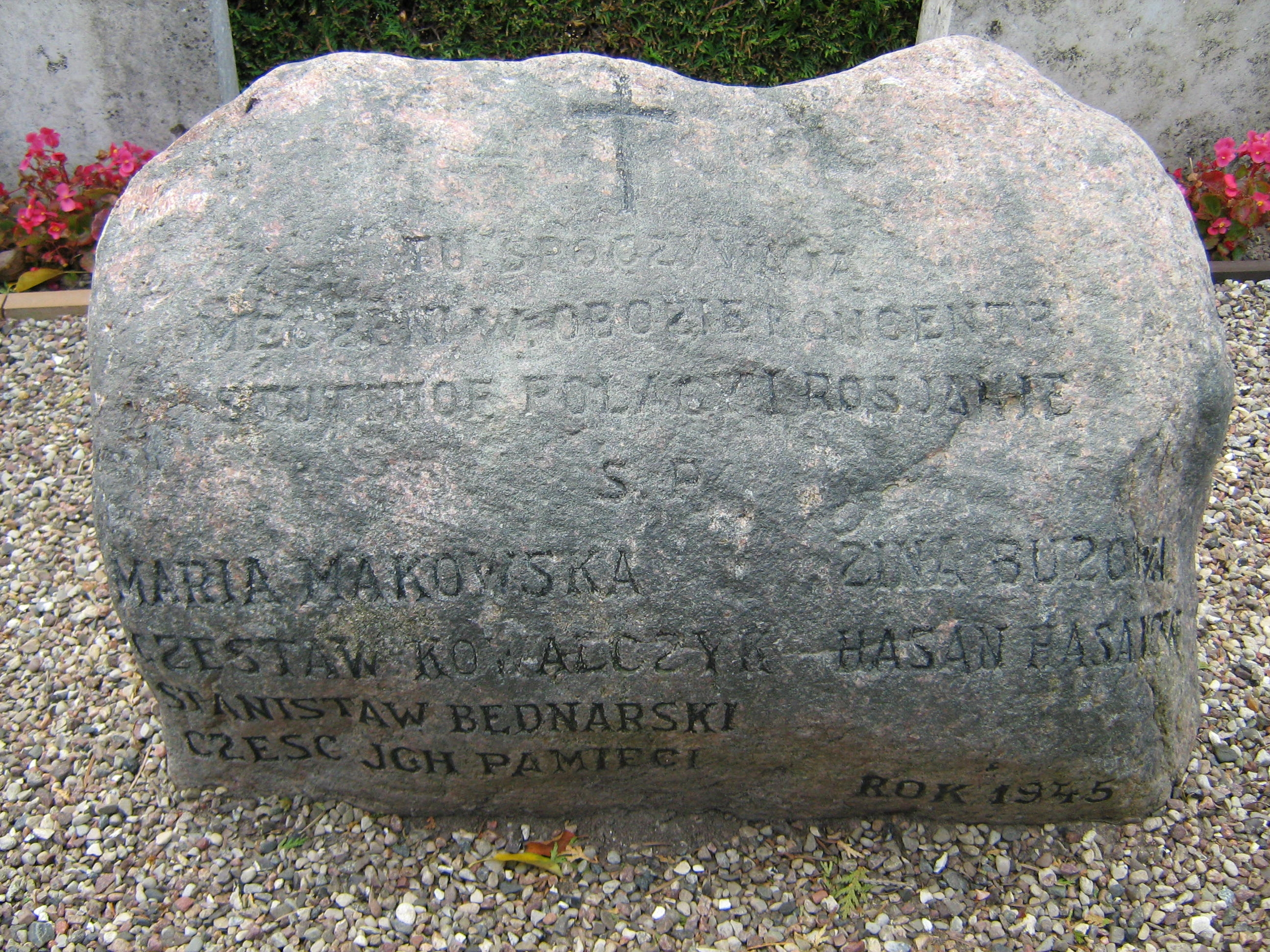
Miejsce pochówku niektórych zmarłych w 1945 r. z obozu Stutthof

Wyspa słynie z unikalnego wapiennego klifu Møns Klint wysokości 143 m n.p.m. Innymi atrakcjami wyspy są obronne kościoły z XII i XIII w. oraz megalityczne grobowce i kurhany z epoki brązu. W Stege pozostał fragment zamku Waldemara Wielkiego w postaci Bramy Młynarskiej (Mølleporten). W Liselund znajduje się pałac i dwór z końca XVIII w. w otoczeniu parku angielskiego. W swoim czasie przebywał tam H.C.Andersen. Znajdujący się na wschodnim wybrzeżu wyspy port w Klintholm jest ważnym ośrodkiem żeglarstwa sportowego.

## Ofiary wojny
5 maja 1945 do miejscowości Klintholm odholowano barkę z grupą 370 więźniów obozu koncentracyjnego Stutthof. Zostali oni porzuceni na Morzu Bałtyckim podczas „rejsu śmierci”. Według danych Duńskiego Czerwonego Krzyża na barce w dniu 5 maja 1945 uratowano 345 więźniów. Z tej grupy dalszych 21 więźniów z wycieńczenia i chorób zmarło już w Danii. Przy kościele we wsi Magleby pochowani są niektórzy zmarli w 1945 r. z obozu Stutthof.

## Demografia
- Wykres liczby ludności Møn na przestrzeni ostatniego stulecia[4]